# Tygříček tečkovaný
Tygříček tečkovaný (Amandava amandava) je středně velký zpěvný pták z čeledi astrildovitých, z rodu Amandava. Vyskytuje se na otevřených plochách, jako jsou pole či louky tropické Asie, současně je to i oblíbený okrasný pták, který bývá chován i v Česku. Atraktivní jsou především samci se svým pestrým zbarvením. Rodové jméno Amandava je odvozeno od města Ahmedabad v Indii, odkud byli dříve tito ptáci exportováni do obchodů se zvířaty.

## Taxonomie

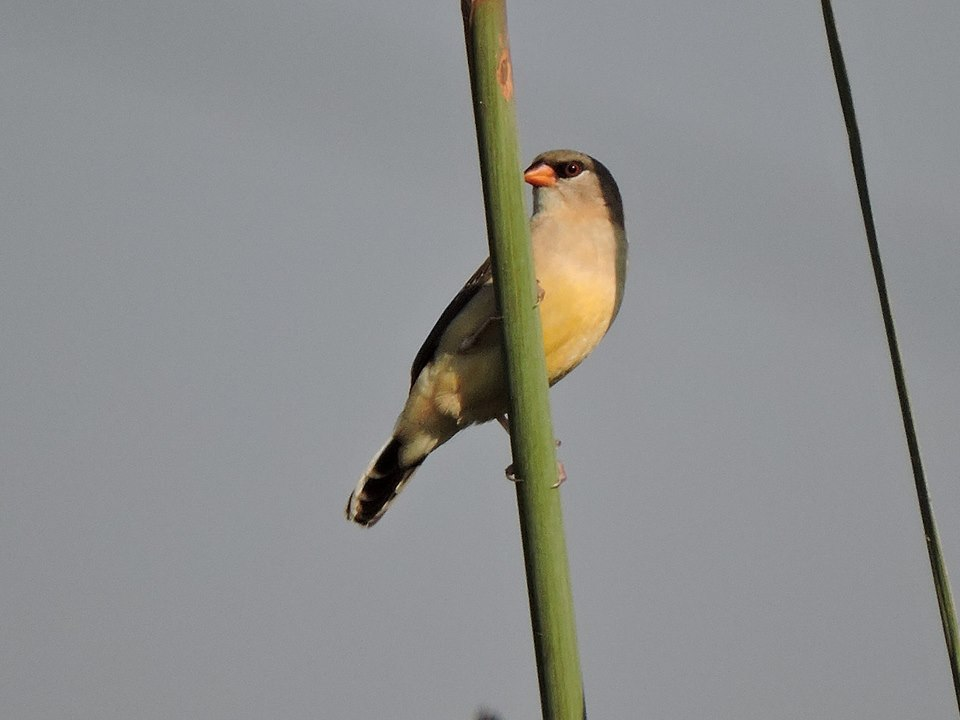
Samička tygříčka tečkovaného v Indii

Tygříček tečkovaný byl dříve zahrnut v rodu Estrilda, kam jej zařadil Jean Delacour. V tomto rodu bychom dnes nalezli především astrildy, jako je astrild vlnkovaný nebo žlutobřichý. Pozdější testy DNA a různá pozorování ale přiřazovali tyto ptáky spíše mezi tygříčky. V současnosti jsou uznávány celkem tři poddruhy, z nichž jeden má dokonce i český název: tygříček tečkovaný indický (Amandava amandava amandava), Amandava amandava flavidiventris a Amandava amandava punicea. Rozdíly mezi jednotlivými poddruhy jsou především v sytosti barve a rozmístění skvrn.

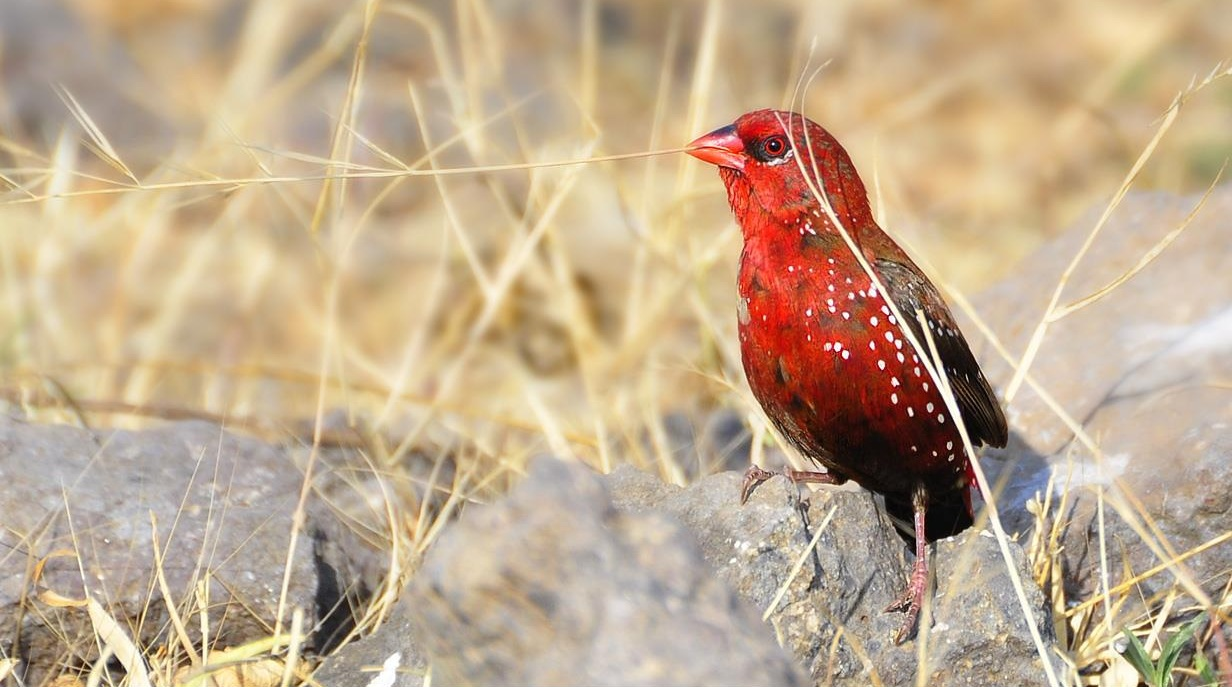
Sameček z Rajkotu

## Popis

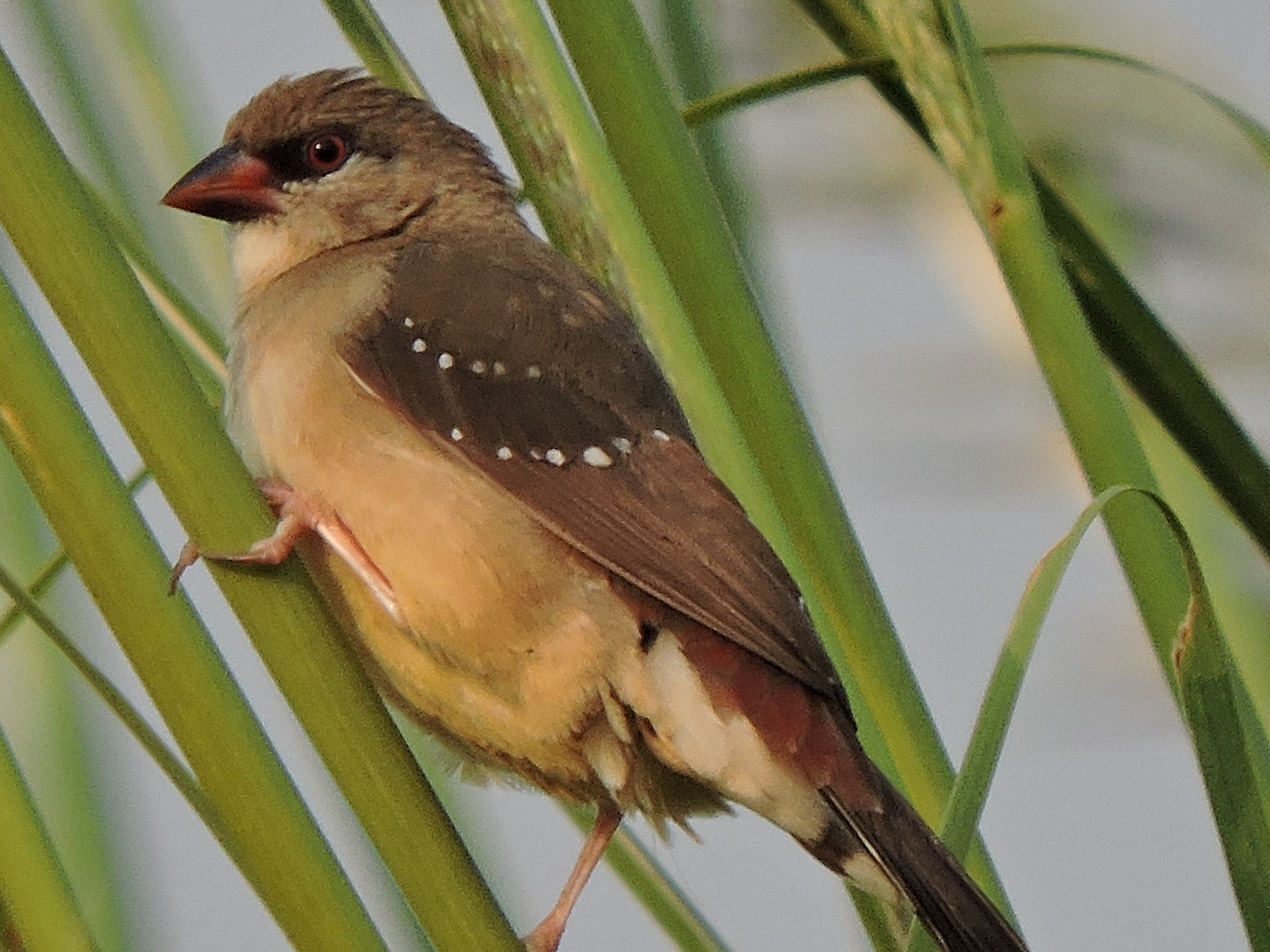
Mladá samička

Tento malý zpěvný pták je snadno rozpoznatelný od ostatních druhů, především pak samci. Pohlavní dimorfismus je výrazný: samičky jsou většinou menší, ale liší se především zbarvením, které je téměř celé světle hnědé, až na dolní partie, které jsou bílé. Mají oranžový, mohutnější zobák a nohy ve stejné barvě. Oči jsou velké kulaté, oříškové barvy. Naopak samečci jsou velmi pestří; většinu jejich těla pokrývá rudě červená, na křídlech se pak červená střídá s hnědou a po jejich okrajích jsou i bílé drobné skvrnky. Ocasní pera jsou černá, na konci zakulacená. I zobák je docela jiný, není tak mohutný, spíše do špičky a v podobném odstínu červené, jaký je na hlavě. Jejich oči jsou opět rudě červené. Mladí jedinci se podobají spíše samičkám a jejich pohlaví lze plně rozeznat až po prvním přepeřování.

## Výskyt a populace
Tygříček tečkovaný se vyskytuje především v otevřených terénech s vysokou trávou, hlavně v blízkosti vodního toku či lidských obydlí. Poddruhy se liší i v místech rozšíření, například tygříčka tečkovaného indického můžeme pozorovat v Bangladéši, Indii, Srí Lance, Nepálu a Pákistánu, poddruh Amandava amandava flavidiventris žije nejčastěji na území Číny, Indonésie, Thajska a Vietnamu a populace tygříčků tečkovaných na východ od ostrova Jáva bývá nazývána Amandava amandava punicea.
Za pomoci lidí se tito ptáci volně vyskytují ale i v jižním Španělsku, na Bruneji, Fidži, v Egyptě, Malajsii, Portugalsku, Singapuru, Havaji nebo Portoriku.

## Ekologie
Tento druh astrildovitých ptáků je obvykle k vidění v menších hejnech do patnácti kusů. Na přítomnost lidí většinou reagují schováváním se ve vysoké trávě. Období hnízdění probíhá v monzunovém období nebo krátce po něm. Tehdy se od sebe jednotlivé páry většinou drží dále, ale obecně nejsou agresivní. Samečci se před samičkami většinou „upravují“, tedy čechrají a uhlazují si peří. Hnízda staví ze stébel trávy a samička do něj později naklade pět až šest čistě bílých vajec. Živí se hlavně semeny trav, mimo to ale také hmyzem, jako jsou termiti.